# Saint-Junien
Saint-Junien je město ve střední Francii, v regionu Nová Akvitánie.

## Geografie
Sousední obce: Brigueuil, Saint-Brice-sur-Vienne, Saint-Martin-de-Jussac, Chaillac-sur-Vienne, Saillat-sur-Vienne, Étagnac a Saulgond.

## Historie
V Saint-Junien byl založen klášter, který byl zničen Vikingy roku 866. Do konce 13. století byly kolem města postaveny hradby.

## Demografie
Počet obyvatel

## Partnerská města
- Charleroi, Belgie
- Wendelstein, Německo
- Żukowo, Polsko